# Liste der Gradfelder auf dem Mars
Die Oberfläche des Mars wurde durch die United States Geological Survey in 30 Gradfelder aufgeteilt. Sie wurden „Gradfelder“ genannt, da ihre Grenzen entlang der Längen- und Breitengrade verlaufen und auf Karten daher (bei entsprechender Kartenprojektion, was aber in Polnähe nicht sinnvoll ist) viereckig erscheinen. Die einzelnen Gradfelder werden nach lokalen Eigenschaften benannt und mit MC-1 bis MC-30 durchnummeriert, MC steht als Abkürzung für „Mars Chart“.
| Name                   | Nummer | Bereich                                         |
| ---------------------- | ------ | ----------------------------------------------- |
| Mare Boreum (Nordpol)  | MC-01  | Breitengrad 65° – 90°, Längengrad 0° – 360°     |
| Diacria                | MC-02  | Breitengrad 30° – 65°, Längengrad 120° – 180°   |
| Arcadia                | MC-03  | Breitengrad 30° – 65°, Längengrad 60° – 120°    |
| Mare Acidalium         | MC-04  | Breitengrad 30° – 65°, Längengrad 0° – 60°      |
| Ismenius Lacus         | MC-05  | Breitengrad 30° – 65°, Längengrad 300° – 360°   |
| Casius                 | MC-06  | Breitengrad 30° – 65°, Längengrad 240° – 300°   |
| Cebrenia               | MC-07  | Breitengrad 30° – 65°, Längengrad 180° – 240°   |
| Amazonis               | MC-08  | Breitengrad 0° – 30°, Längengrad 135° – 180°    |
| Tharsis                | MC-09  | Breitengrad 0° – 30°, Längengrad 90° – 135°     |
| Lunae Palus            | MC-10  | Breitengrad 0° – 30°, Längengrad 45° – 90°      |
| Oxia Palus             | MC-11  | Breitengrad 0° – 30°, Längengrad 0° – 45°       |
| Arabia                 | MC-12  | Breitengrad 0° – 30°, Längengrad 315° – 360°    |
| Syrtis Major           | MC-13  | Breitengrad 0° – 30°, Längengrad 270° – 315°    |
| Amenthes               | MC-14  | Breitengrad 0° – 30°, Längengrad 225° – 270°    |
| Elysium                | MC-15  | Breitengrad 0° – 30°, Längengrad 180° – 225°    |
| Memnonia               | MC-16  | Breitengrad −30° – 0°, Längengrad 135° – 180°   |
| Phoenicis Lacus        | MC-17  | Breitengrad −30° – 0°, Längengrad 90° – 135°    |
| Coprates               | MC-18  | Breitengrad −30° – 0°, Längengrad 45° – 90°     |
| Margaritifer Sinus     | MC-19  | Breitengrad −30° – 0°, Längengrad 0° – 45°      |
| Sinus Sabaeus          | MC-20  | Breitengrad −30° – 0°, Längengrad 315° – 360°   |
| Iapygia                | MC-21  | Breitengrad −30° – 0°, Längengrad 270° – 315°   |
| Mare Tyrrhenum         | MC-22  | Breitengrad −30° – 0°, Längengrad 225° – 270°   |
| Aeolis                 | MC-23  | Breitengrad −30° – 0°, Längengrad 180° – 225°   |
| Phaethontis            | MC-24  | Breitengrad −65° – −30°, Längengrad 120° – 180° |
| Thaumasia              | MC-25  | Breitengrad −65° – −30°, Längengrad 60° – 120°  |
| Argyre                 | MC-26  | Breitengrad −65° – −30°, Längengrad 0° – 60°    |
| Noachis                | MC-27  | Breitengrad −65° – −30°, Längengrad 300° – 360° |
| Hellas                 | MC-28  | Breitengrad −65° – −30°, Längengrad 240° – 300° |
| Eridania               | MC-29  | Breitengrad −65° – −30°, Längengrad 180° – 240° |
| Mare Australe (Südpol) | MC-30  | Breitengrad −90° – −65°, Längengrad 0° – 360°   |